# پلیس جمهوری ارمنستان
پلیس جمهوری ارمنستان (ارمنی: Հայաստանի Հանրապետության ոստիկանություն؛ انگلیسی: Police of the Republic of Armenia) پلیس ملی ارمنستان می‌باشد و رئیس آن واهه قازاریان می‌باشد که از تاریخ ۸ ژوئن ۲۰۲۰ این پست را برعهده دارد.

## ساختار
فعالیت‌های این ارگان توسط رئیس پلیس ارمنستان که توسط نخست‌وزیر ارمنستان نامزد و توسط رئیس‌جمهور ارمنستان برگزیده می‌شود اداره می‌شود.

## نگارخانه

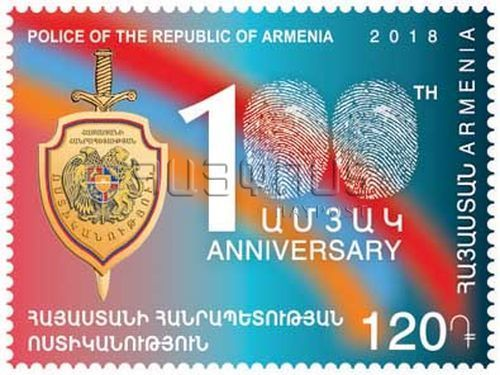